# Hierodula keralensis
Hierodula keralensis es una especie de mantis de la familia Mantidae.

## Distribución geográfica
Se encuentra en la India en Kerala.